# 7373 Stashis
7373 Stashis è un asteroide della fascia principale. Scoperto nel 1979, presenta un'orbita caratterizzata da un semiasse maggiore pari a 3,1481755 UA e da un'eccentricità di 0,1697568, inclinata di 1,52717° rispetto all'eclittica.